# CHIMPAN NEWS CHANNEL
『CHIMPAN NEWS CHANNEL』（チンパン ニュース チャンネル、略称CNC）は、フジテレビ系列ほかで放送されていたフジテレビ製作の情報バラエティ番組である。製作局のフジテレビでは2006年4月11日から2007年3月16日まで、毎週火曜 - 金曜0時35分 - 0時45分（月曜 - 木曜深夜）に放送された。マツモトキヨシの一社提供。

## 概要
番組コンセプトは「動物に向けた、動物による、動物のための情報番組」。小学生の数（当時約720万）は少子化で年々減っている一方で、日本の飼い犬の登録頭数（当時約650万）は年々増加しており、小学生よりも犬のほうが多くなるのは目前、これからのテレビは子供向けの番組よりも動物向けの番組が必要なのだ、という理屈が番組冒頭で解説されていた。
番組は動物たちが取り仕切るスタジオに人間のゲストを招き、トークや企画などを行っていた。チンパンジーのゴメス・チェンバリンが行う極めて自由奔放で好き勝手な司会進行と、その行動に調和したセリフの吹き替え、仕事ができない動物スタッフ（ニホンザルや亀など）、取材になっていない取材VTR、そしてそれらに翻弄され続けるゲスト（人間）が特徴的だった。2代目ゴメスは『ザテレビジョン』（2006年11月8日発売号、2006年11月11日 - 17日号）の表紙を飾った。
本番組は、2004年春から秋にかけ放送され、ダウンタウンがコメンテーターを務めて人気を博した『WORLD DOWNTOWN』と番組構成が酷似しており（スタジオセット、字幕、アテレコ、スタジオからVTRに移る時の映像、効果音など）、MCがゲストを好き勝手いじる構図やくだらないVTRなど随所に『WORLD DOWNTOWN』を想起させる作りになっている。CNCのロゴや切り替わり時の音楽等の番組構成はCNNをモチーフにしていると思われる。また、YouTubeにアップロードされた本番組を、本家であるCNNがニュース番組内で紹介したことが確認されている。
元々は2006年1月に単発放送された番組で、好評につきレギュラー化された。フジテレビ製作番組でありながらネット局は他に系列地方局が5局だけだったが、レギュラー放送期間中には全国ネットでの特別番組が2回放送された。2007年2月20日（火曜）には3度目の特番が『カスペ』枠で、番組初のゴールデンタイム2時間スペシャルとして放送される予定だったが、諸般の事情で放送日未定となり、レギュラー放送終了から7か月後の2007年10月11日になってようやく放送された。特番が放送日未定となった直後の同年3月10日には、『週刊フジテレビ批評』で初めて本番組の1週間ドキュメント放送について言及されたものの、同番組司会の武田祐子（当時フジテレビアナウンサー）から「3月15日をもって放送を終了いたします」と発表された。

## 主要キャスト

### MCゴメス
英：GOMES CHENBALIN （ゴメス・チェンバリン）。MC（司会）を務めていたチンパンジーで、自称「動物の中でもずば抜けてIQが高い」チンパンジー。
口ぐせは「時間がございません」「〜があるとかないとか？」「この番組、慈善事業ではございませんので…」「おーいカメラマンこれ持って帰れ」。決めゼリフは「ごもごもごもごも…ごもっとも〜!」。男性ゲストに対しては「ミスタ○○（○○は苗字）」、女性ゲストに対しては「ミス○○」「ミセス○○」と呼びかけていた。ピーコがゲストの回では、ゴメスは「ミスタ」と呼んでいいのか、「ミス」と呼んでいいのかで迷っていたが、ピーコ自身が「ピーコでいいです」と呼び捨てを容認したことで解決した。ゴメスがゲストを呼び捨てにしたのはピーコのみである。
- 初代ゴメス（2006年1月正月特番/2006年4月スペシャル版）：那須ワールドモンキーパークのスモモ
  - レイザーラモンHGのように腰を振るパフォーマンスを得意とした。
  - 主な出演CM：コカ・コーラのベンダー、NOAH （トヨタ自動車）
- 2代目ゴメス（レギュラー放送版）：市原ぞうの国のスマイル（宮崎市フェニックス自然動物園出身）
  - やたらと物を投げる癖がある。やたらとつまみ食いもする。料理コーナーの食材や、ゲストのお土産も常に食べようとする（しかし食べ物でないと判明すると投げる）。
  - 主な出演CM：FOMA N701i （NEC）、マツモトキヨシ
  - 出演映画：星になった少年（主演：柳楽優弥）

吹き替え担当は非公表。2011年10月10日放送の日本テレビ『PON!』で阿部寛をゲストに迎えた際、阿部が本番組にゲスト出演した際のエピソードとして、ビビる大木が自分がチンパンジーの声を充てていたことを公言した。

### その他のキャスト
- チーフAD：ポール
  - ニホンザルのAD。株式会社太郎倶楽部（次郎おさるランド）のナパが演じていた。ゴメス曰く「仕事が出来る奴」らしいが、ゲスト（人間）を威嚇したり、ゲストから渡されたポスターを破ったりと荒れた一面を持つ。遅刻が多い。移動手段は主に竹馬、補助輪付自転車。ジェットスキーも得意で、番組でそれを披露した。米倉涼子の大ファン。ゲストに対しては強気だが、セカンドADの亀田（亀）の事は苦手としている様子。WORLD DOWNTOWNのポールとは無関係
  - 主な出演作：フジTV警察24時2004 （『めちゃ2イケてるッ!』のコーナー、3代目次郎の職務質問に出た犯人役の猿）、天才!志村どうぶつ園（どっきりを仕掛けられてキレたニホンザル）
- セカンドAD：亀田3兄弟
  - 大中小のケヅメリクガメで構成されるセカンドAD。主に道具を運ぶ役目の運び屋だが、カメなので非常に遅い。ゴメスに仕事ができないと文句を言われ、クビ勧告をたびたび受ける。
- サードAD：チャーリー
  - ゴールデンレトリバーのサードAD。フリスビーの全米チャンピオン犬である。しかし、ゲストがフリスビーを投げても取りに行かずに、ゴメスに恥をかかせたこともある。ゴメスには結構気に入られているようで、ポールや亀田とは扱いが明らかに違う。普段は2代目ゴメスと同じ市原ぞうの国にいる。
- プロデューサー：アダム
  - ニホンザルのプロデューサー。偉いのだが異様に腰が低く、ポールに勝てない。玉乗りが得意である。
- サードAD：ポニー
  - 移動に便利だからというだけで採用されたAD。しかし、雨が大の苦手。
- レポーター：TONY McCLANE（トニー・マクレーン）
- レポーター：JOHN MACMAHOMAN Jr.（ジョン・マクマホマン・ジュニア）
  - 主に自転車（補助輪付）で移動。至って真面目だが、同行するスタッフ数名（人間）が迷子になったり、愚痴をこぼしたりすることに怒っていた。
- 宮田夫妻
  - この番組で唯一の人間の準レギュラー。東京都北区赤羽で「スナックよろこび」を経営。番組では歌を歌っていた。

## レギュラー放送

### 放送時間・放送局
| 放送期間                      | 放送時間                                   | 放送局             | 対象地域   | 備考             |
| ----------------------------- | ------------------------------------------ | ------------------ | ---------- | ---------------- |
| 2006年4月11日 - 2007年3月16日 | 火曜 - 金曜 0:35 - 0:45（月曜 - 木曜深夜） | フジテレビ         | 関東広域圏 | 製作局           |
|                               |                                            | 岩手めんこいテレビ | 岩手県     |                  |
|                               |                                            | 仙台放送           | 宮城県     |                  |
| 2006年8月1日 - 9月1日         |                                            | テレビ愛媛         | 愛媛県     | 途中で打ち切り。 |
| 2006年10月3日 - 2007年3月16日 |                                            | テレビ静岡         | 静岡県     |                  |
|                               |                                            | テレビ新広島       | 広島県     |                  |

### スポンサー
- マツモトキヨシ（フジテレビのみ）

### 構成
- 番組内容は、ペットの為の情報を動物目線で送るもの。MCゴメスが自己紹介→ゲストの紹介→動物のためのVTR→ゲストとじゃれてエンディングにほぼ定着している。
- オープニング映像が終了し、ゴメスがカメラ目線。そして「テレビの前の動物の皆さん、こんばんは。この番組は動物の皆さんに向けた動物による動物の為の情報番組です。司会は私、動物の中でもズバ抜けてIQの高いチンパンジーのゴメス・チェンバリンでーす！（はい拍手！）」と番組紹介と自己紹介。
- レギュラー放送では、4日間通して同じ人間がゲストとして登場する。ゲストには大抵何かしらの告知事項（自分が出演しているドラマの番宣や映画の宣伝等）がある。そういうこともあってか、普段はバラエティに出演しない主役級の俳優などが出演することもあるので、この時間帯で放送されている深夜番組にしてはゲストは割りと豪華である。特筆すべきとしては最多出演ゲストは宮迫博之で4回（くず名義での出演含む）。さらに最終回のゲストにフジテレビ系列のバラエティ番組への出演としては2000年代には滅多に出演しなかった黒柳徹子がゴリエ・大泉洋と3人で出演している。徹子のフジへの出演は当時の時点でトリビアの泉に2度、笑っていいとも!のテレフォンショッキングに1度の計3回のみであり、当番組で4度目の計4回しか出演しなかった。大泉に関しても、まだ北海道から上京し本格的に全国区になったばかりであった。
- 月曜放送分は「MCゴメスのズバリ聞くわよ」（2006年9月放送分までは“おしゃべりだらけの月曜日”）と称し、ゲストとのトークが主体となる。また、火曜 - 木曜の企画内容も月曜に発表する。
- 火曜 - 木曜にはVTR企画とそれにまつわるトークが主体となるが、MCゴメスの気分次第でVTRを取りやめ、スタジオ内の企画に変えてしまう事が間々ある。ただし、2006年10月以降は企画が火曜「MCオーディション」、水曜「SARUKE」または「3分間クッキング」、木曜「動物医療最前線」でほぼ固定化されている。VTR企画よりも、ゴメスとゲストのやりとりに一層重点を置いた構成になった。

### レギュラー放送終了時の代表的な企画
＜火曜日＞
- MCオーディション
ゴメスと共にMCを務めるペットをオーディションする人間以外なら誰でも参加できる企画。条件は「視聴率が取れること」。毎週のゲストに1組のチャンピオンを決めてもらう。最後まで勝ち進んだペットは、スタジオで最終面接が行われ、MCに相応しいかをゴメスが判定する。MCに落選した場合は、総額100万円分のペットエサグッズが贈呈される。結局、MCに合格できたペットはいなかった。毎週火曜放送。

＜水曜日＞
- SARUKE
人間界のSASUKEに対抗したゴメスとゲストの体力勝負。コースは、ロッククライミング→ロープ下り→うんてい→切り株→Uの字アーチの順に通過していき、最後にゴール地点の食べ物（コーナー開始当初はしばらくバナナ1本だった）を食べきり、食べ物が入っている袋や蓋（コーナー開始当初はバナナの皮）をFINISHボックスに入れるまでのタイムを競う。ゲストが勝利すれば、チンパンストラップ獲得。基本的にサルに有利なコースが組まれているため、これまでにゴメスに勝利したゲストなし。（ただ、ゴメスはいつも食べ物を食べきる前に袋（バナナのときはバナナの皮）をFINISHボックスに入れてしまう）また、青木さやかが挑戦した週では、青木が高いところから降りられず、その救助の模様を予定を変更して木曜1日かけて放送した。
- ○○の3分間クッキング （○○にはゲストの名前が入る）
スタジオでゲストが手料理を披露する。しかし、ゴメスが食材の野菜や果物に夢中になってしまって、ゲストの料理は食べないことが多い。また、毎回のように食べかけの食材を机の上から投げ捨ててしまう。

＜木曜日＞
- シリーズ「動物医療最前線」
主に木曜放送。特番（下記で詳述）で放送されたような動物病院にまつわる企画で、番組内でも比較的真面目な作り。

### 過去の主な企画
- きょうの夜わんこ
『めざましテレビ』・『きょうのわんこ』の類似企画。犬の飼い主は水商売系が多い。
- 物欲丸出しチンパンストラップキャッチ
毎週チンパンニュース特製の「チンパンストラップ」をかけ、ゲストが物欲を丸出しにしながらゲームに挑戦。ゲーム内容としては、ゴメスが高いところからチンパンストラップを落として、それをゲストがキャッチできたらストラップ獲得。チャンスは1度。現在の放送までストラップを獲得できたゲストはいない。ちなみに、ゴメスが高いところへ行くとき、必ずストラップを持って行かずにゲストに渡してもらっている。2006年10月以降はSARUKEがチンパンストラップをかけたコーナーになった為、こちらのコーナーは行われなくなっている。
- 宮田夫妻＆タロウ　はじめての○○に挑戦
番組準レギュラーである宮田夫妻の愛犬タロウにドッグカフェやペット専用のエステなどを体験させる企画。しかし、タロウはあまり楽しくない様子で、最終的には全てお母さんが満喫する。お母さんが満喫している間の映像は、お父さんのカラオケに乗せて流される。また、この企画は「3分間クッキング」のダミー企画として使われることも多く、クッキングコーナーの冒頭では、大抵ゴメスが「本日は『宮田夫妻＆タロウ　はじめての○○に挑戦』を放送する予定でしたが、予定を変更して」と紹介される。

## 特別番組

### 2006年1月

#### 放送時間
- 2006年1月2日 15:45 - 16:15

出演
- アシスタント：マリアン・チャン（国境なきウーマンリブの会会長）

ウーマンリブの視点で（という名目だが、めちゃくちゃな理由で）女性ゲストの小池や根本を批判する。
- ゲスト：小池栄子（スタジオ） ／ 根本はるみ・具志堅用高・奈美悦子 (VTR)
- レポーター：トニー･マクレーン（寝起きドッキリ」担当）、マイク･カプルス（動物と話せる奇跡の獣医）
ゴメス、トニー、マイクは、衣装と吹き替えがかわっているものの、すべて同じチンパンジーが演じている。

#### 内容
チンパン寝起きドッキリマル秘報告
- レポーターのトニーが根本はるみ、具志堅用高に寝起きドッキリを仕掛ける。
- 根本はるみに対しては、トニーが根本に敬意を払いビキニ姿でレポート。根本の食べ残しを食い漁り、彼女の下着をつけたりとやり放題。さらには添い寝、根本のオッパイを触り、キスをして起こす。寝ぼけた根本は「やばい、ネコだ…」とつぶやく。
- 具志堅用高に対しては、敬意を払ってアフロづらにトランクスでレポート。具志堅のベッドの上に鉄棒を用意してスイング。最後は足蹴にして起こす。驚いた具志堅はトニーに“世界の左”を食らわす。

那須ワールドモンキーパークCF
- 番組内のコマーシャルという形で放送。那須ワールドモンキーパークの紹介というより、ゴメスの紹介に終始している。

動物と話せる奇跡の獣医
- 神奈川県川崎市に実在する動物病院で、どんな動物でも100％話ができるという獣医師の診療姿をレポート。

#### 備考
この収録の際、ゲストの小池栄子がチンパンジーのどちらかに左頬を噛まれた。一部芸能紙では、整形手術が必要とまで報道されたが、大事には至っていない。この事件が影響したのか、レギュラー化に際してキャストの変更（2代目ゴメスの誕生とマリアンの降板）が行われた。

### 2006年4月

#### 放送時間
- 2006年4月23日 19:00 - 19:58

#### 出演者
- サブMC：ジャック・ゴルディ（世界夜逃げ屋本舗 会長、ブルドッグ）
- アシスタント：ケイコ・ガブリエル（北アフリカ プライバシーを守る会 会員）
- ゲスト：RIKACO・ウエンツ瑛士（スタジオ） ／ 小川菜摘・おぎやはぎ（「クイズイヌオネア」）

#### 内容
クイズイヌオネア
『クイズ$ミリオネア』のパロディ。ゲストの小川菜摘が犬に関するクイズに挑戦。10問連続正解で賞品は1000万円分のドッグフード、ということだったが、コーナーが途中で終了したため結末は不明である。ナレーションはミリオネアのナレーションでもある木村匡也が担当。司会はゴメス・チェンバリン。おぎやはぎが応援として参加した。スタジオセットは本家ミリオネアの簡易版のセットを使用。MCとゲストの間には缶入りドッグフードが山積みされていた。ライフラインは「モンキーモンキー」「エレファン」（どちらも本家ミリオネアの「50:50（フィフティ・フィフティ）」「テレフォン」に倣ったものと思われる）。「モンキーモンキー」は、A・B・C・Dの形に置かれたバナナを大勢のサルが取り合うものだが、ただ単に全て取り尽くされただけで、もちろんクイズのヒントにはなっていない。「エレファン」は本放送では使用されなかったが、レギュラー放送にてスペシャルの番宣時に一部使われた。回答を確定するための決まり文句は「ファイナルアンサー」ではなく「ファイナルワンサー」。「ファイナルニャンサー」というパターンも登場した。
L.A.発! 超VIPセレブ犬完全密着レポート
CNCロサンゼルス支局のレポーター・JOHN MACMAHOMAN Jr.（ジョン・マクマホマンJr.）によるリポート。アメリカに住むセレブ犬についてのレポートが紹介された。
ヤンキーモンキーあかねの子育て奮闘記
生まれて直後、母乳がうまく出せない母親に育児を放棄されてしまったウーリーモンキーのダイちゃんを、チンパンジーのあかねが世話をするという心温まるストーリー。ちなみにあかねは、ゴメスと同じチンパンジー（スモモ）が演じていた。
完全密着! ペット救命救急24時
神奈川県川崎市にあり、24時間診療を行っている動物病院「アニマルメディカルセンター」の1日に密着。

### 2006年10月
チンパンニュースチャンネル 1時間SP

#### 放送時間
- 2006年10月7日 23:30 - 24:30

#### 出演者
- 人間ゲスト（スタジオ）：工藤静香、宮迫博之
- コメンテーター（MC）：ピエール・ロドリゲス【ラクダ】（ニューヨークIT企業連合会・ラクダドットコブ会長）
コメンテーターとしての仕事は特にしていない。やったことと言えば、
  - 工藤静香の千疋屋のフルーツババロアを食べようとして床に落として激怒した
  - その後フルーツババロアのゲップをした
  - 宮迫のロールキャベツ用の生のキャベツを盗み食いした
- アシスタント：猿川クリステル（CNCアナウンサー）

工藤静香のお土産を調査するために登場。クリステルはタウンページの電話帳をめくっただけで、工藤静香のお土産が千疋屋のフルーツババロア（1つ500円）であることを調査した。
- チーフAD：ポール

工藤静香のお土産をゴメスに渡す。

#### 内容
動物恋愛観察バラエティー　アニのり（タイトル：vol.15 衝撃の告白。とはいえ、今回が初放送）
動物界でもっとも人気がある恋愛観察バラエティー。様々な動物がラブワゴンに乗り、世界を周りながら恋をしていく番組。
- 同局の人気番組『あいのり』のパロディ。今回は栃木県那須が舞台。
- 出演動物
  - イケメン　田上くん（チンパンジー♂）

名前：田上　美容師希望　甘えさせてくれる人が好き
  - 萌え系短大生　ひさよん（ニホンザル♀）

名前：ひさよ　タレント希望　包容力がある人が好き
  - 元ヤンキー　お京（フレンチブルドッグ♀）

名前：京子　会社社長希望　ケンカの強い人が好き
  - 天然ボケ　いずみ（ピレネー犬♀）

名前：いずみ　農業をやりたい！　一緒にいて楽な人が好き
  - チャキ（チンパンジー♀）…この回から参加

名前：千秋　お嫁さん希望　おもしろい人が好き

田上君の発するさむいギャグに、チャキが初めてすべり笑いを知る。このことがチャキが田上君を好きになるきっかけとなる。出会ったその日の夜、チャキが田上君に告白することを決意し、翌日に告白する。アニのり初めてのカップルとして田上君とチャキが結ばれる。
ゴメスの休日
ゴメスのプライベート映像を大公開!　世界初!! 動物同士のふれ合い映像の撮影に成功!
- 市原ぞうの国で飼育されている動物とゴメスとのふれあいをテーマにしたコーナー。番組内では、ゴメスが市原ぞうの国の動物のボス的存在であり、他の動物はゴメスの弟分であると紹介された。
- ゴメスとふれあった動物
  - キリン…ゴメスから手渡しでにんじんを食す
  - カピバラ…ゴメスが頭をなでなでする。ゴメスがカピバラをジャンプして飛び越すという技を披露
  - ゴールデン・レトリーバー【番組上の表記】（サードADチャーリー）…幼馴染で大の仲良し。チャーリーをだっこしたり、枕にしたりした
  - オオカンガルー…冒頭ゴメスが「兄貴」と慕われていると豪語。しかし、ゴメスがバナナを渡そうとするも逃げられ、ふれあえず終了
  - レッサーパンダ…ゴメスと初対面のため、警戒され近寄ってもらえず。ただ、人工保育された「リンゴ」はゴメスに近寄り、仲良くなる。
- VTR後、スタジオにレッサーパンダのリンゴ登場。工藤静香からはバナナを受け取るものの、宮迫からはバナナを受け取らず、代わりにゴメスに食べられる。

3分間クッキング
今夜の料理コーナーではMr.宮迫が野菜オンリーのロールキャベツをクッキング!
- 宮迫による野菜のロールキャベツ

しかし、ゴメスとピエールに調理前の生キャベツを食べられてしまい、料理が完成しないままコーナー終了
チンパンニュースチャンネル爆笑名珍場面特集
- MCゴメスの「私 怒っております」
ゴメスがキレまっくった、ご立腹シーン
  - おぎやはぎ、大泉洋、谷原章介
- とにかく自由なMCゴメス
ゴメスの自由奔放なフリートーク集
  - アンガールズ、松たか子、ゴリエ、三宅健（V6）、千原ジュニア&ほっしゃん、高島彩＆平井理央（フジテレビアナウンサー）

スケボーで遊ぶコーナー（コーナー名なし）
- 工藤静香が得意なスケボーをゴメスが体験するコーナー。

はじめての出産奮闘記　感動の72時間完全ドキュメント
ある犬とその家族の出産奮闘記。涙と感動の72時間完全ドキュメント!!
- 初めて出産する犬に密着した72時間ドキュメント

神奈川県川崎市のある家族に飼われているキャバリアのくるみちゃんが出産するドキュメント。笑いを取るような内容ではなく、きちんとしたドキュメント。感動もの。
ゲストとの記念撮影

### 2007年10月
チンパンニュースチャンネル2時間スペシャル

#### 放送時間
- 2007年10月11日（木曜） 19:00 - 20:54
  - 当初は2007年2月20日放送予定だったが「諸般の事情により」と放送延期になり、急遽「爆笑そっくりものまね紅白歌合戦 スゴイネタ100連発だスペシャルPART2」を放送した。
  - レギュラー放送の最終回では、「ゴールデンウィーク頃に放送できるのでは…とスタッフが言っていた」とのゴメスの発言があったが、上記放送時間に放送される運びとなった。なお、今回のスタジオ部分の収録はフジテレビのスタジオからではなく、ゴメスが普段暮らしている「市原ぞうの国」で行った。

#### 出演者
- MC：ゴメス・チェンバリン（チンパンジー）
- コメンテーター：ランディ・ランドルマン(ハナスダック証券取引所所長、ゾウ）
- スタジオゲスト：黒柳徹子、大泉洋、ゴリエ（ガレッジセール ゴリ）
- SARUKE：山田勝己、ワッキー（ペナルティ）、佐藤弘道
- コロンビアレポート：上原多香子
- コメント出演：宮迫博之、原田泰造、ブラックマヨネーズ、千原ジュニア

#### 内容
- SARUKE SP

TBS「SASUKE」に出演している「ミスターSASUKE」こと山田さん、同じくTBS「スポーツマンNo1決定戦」のチャンピオンワッキー、フジテレビ「バイキング」のチャンピオン佐藤弘道、そしてSARUKE14戦無敗の「ミスターSARUKE」ことMCゴメスとの動物界・人間界統一王座決定戦
- チンパンアーカイブ

これまでに出演したゲストの名珍場面集と未公開映像を、クイズを交えて一挙大公開
- ジャックとウィリー　アメリカレポート

CNCロサンゼルス支局のチンパンジーレポーター親子、ジョンとウィリーがハリウッド映画で活躍しているクマやトラを紹介
- 上原多香子　コロンビアレポート

虐待を受けた動物たちを保護している、コロンビアの動物保護施設を上原が訪問。その施設で、愛情を注がれ育てられている動物との交流

## 打ち切りの経緯
アメリカではチンパンジーのTVや映画出演は行われている（動物園館長談）が、日本の環境省の見解としては、チンパンジーのTV出演に反対しているのではなく、チンパンジーは絶滅の恐れがあり、TV出演している場合ではなく繁殖させて欲しいとしている。
2006年9月、ゴメス・チェンバリン役のスマイルのテレビ出演が「繁殖目的のチンパンジーが頻繁にテレビ出演するのは『種の保存法』に抵触する恐れがある」として、環境省が調査。市原ぞうの国は「撮影には細心の注意を払っており、問題ないと思う」とコメントしている。
なお、この調査に伴って、番組終了時の提供クレジット後のメッセージが変更された。
調査前
Na:「チンパンニュースチャンネル」は人と動物のより良き共生を支援しています。
画面: Chimpan News Channel supports better coexistence with people and animals.
調査後
Na: この番組はチンパンジーの行動や生態を考慮して撮影しています。
画面: この番組は絶滅危惧種であるチンパンジーの行動や生態を十分に考慮して撮影しています。

## スタッフ
- 総合演出・プロデューサー：Michel Ito（伊藤征章）
- プロデューサー：Kao Emoto（江本薫）
- アシスタントプロデューサー：Chang Shiga（志賀直哉）
- ディレクター：Tony Kamio（神尾昌宏）
- フロアディレクター：鷹見睦
- 演出：Grag Konaka（小仲正重）
- 制作：フジテレビバラエティ制作センター